# Walter March
Walter March (* 26. August 1898 in Charlottenburg; † 23. August 1969 in Husum) war ein deutscher Architekt, Sohn des Architekten Otto March und der jüngere Bruder des Architekten Werner March.

## Leben
1923 war March beteiligt am Bau des Musterhauses Am Horn mit Adolf Meyer. 
Gemeinsam mit seinem Bruder Werner March gewann er 1927 den Wettbewerb mit ihrem Entwurf für das Deutsche Sportforum. Die an der Längsachse des Sportplatzes angrenzenden und sich gegenüber liegenden Bauten der Schwimmhalle und der Sporthalle wurden planerisch von Walter March ausgearbeitet und das Empfangsgebäude (Halle der Nationen) planerisch betreut.
1933 erstellten die Brüder Werner und Walter March den ersten Entwurf zum Reichssportfeld, Erwähnenswert ist die gemeinsame Betreuung des Reichsfeld bis 1934 und die anschließende Gesamtleitung durch Werner March mit der Beteiligung durch seinen Bruder Walter.
Der Entwurf des Speisehauses der Nationen (Berliner Haus) im Olympischen Dorf in Dallgow-Döberitz (1934–1936) wurde unter der künstlerischen Leitung seines Bruders Werner 1936 fertiggestellt. 
Eine weitere Gemeinschaftsarbeit der Brüder Werner und Walter March war 1936 das Reiterstadion im Olympiapark.

## Schriften
- Das Olympische Dorf. In: Westermanns Monatshefte. Bd. 160 (1935/36), Nr. 10, Heft 959, Juli 1936, S. 481–488.